# Siphonophorae

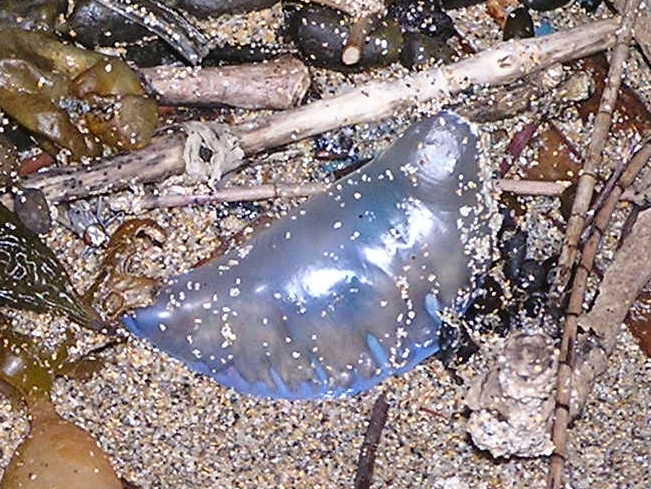
Carabela portuguesa (Physalia physalis).

Los sifonóforos (Siphonophorae, del griego siphon, "tubo", y phoros, "portador")  son un orden de cnidarios hidrozoos que forman colonias flotantes. Los sifonóforos pueden flotar gracias a dos tipos de estructuras: los neumatóforos, vejigas llenas de gas (Physalia) y los nectóforos, campanas natatorias que expulsan gas a propulsión. Se han descrito unas 190 especies de sifonóforos, y algunos ejemplares pueden alcanzar los 45 metros de longitud. Entre los sifonóforos más conocidos se encuentran los géneros Physalia (carabela portuguesa), Praya y Diphyes; el contacto con sus dactilozoides o tentáculos puede producir una fuerte irritación.

## Características
Los sifonóforos son, en realidad, una colonia de organismos de la misma especie llamados zooides; sin embargo, cada uno está especializado para cumplir con una función específica: 
Los Neumatóforos, que se encuentran en la parte superior de la colonia, son sacos llenos de gas rico en carbono producido por una glándula especial. Estos permiten que la colonia pueda flotar. 
Los Nectóforos son campanas —Similares a la de una medusa propiamente dicha— con forma de copa, cuyo orificio se encuentra orientado en dirección opuesta al neumatóforo. Por este se expulsa gas a propulsión que permite el movimiento del sifonóforo. 
El Sifón o estolón es un filamento compuesto por varios zooides en forma de tubo que comprende toda la longitud del sifonóforo. De él se sostienen los demás zooides, formando racimos alrededor. 
Las Brácteas son pequeños zooides en forma de disco o lámina, distribuidos por el sifón exterior. Estas tienen la función de sostener y proteger a los demás zooides, por lo que generalmente los cubren. 
Los Gastrozoides son pólipos compuestos por una cavidad gástrica en forma de saco y una vaina de tentáculos digestivos. Su función es la ingesta y digestión de las presas de la colonia, para distribuir los nutrientes en ella. 
Los Dactilozoides son pólipos filiformes de hasta 10 metros que funcionan como tentáculos: en cada uno hay hasta 10,000,000 cnidocitos, los cuales inoculan una toxina no mortal en humanos pero efectiva en animales pequeños. 
Los Gonozoides son pólipos especializados en la reproducción. Gracias a que todos los zooides tienen la misma morfología y fisiología en su etapa juvenil, un mismo gonozoide es capaz de producir cigotos de cualquier tipo. 
Los zooides se organizan en dos partes diferentes del sifonóforo: el nectosoma, en el que se encuentran los nectóforos y el neumatóforo; y el sifosoma, en donde se agrupan los dactilozoides, gonozoides, gastrozoides, las brácteas y el sifón. 

## Historia natural
Son depredadores; poseen potentes células urticantes o cnidocitos, que son células especializadas provistas de veneno que se libera al ser rozadas. Las toxinas que descargan los hacen muy peligrosos, incluso estando fuera del agua.
Los sifonóforos constituyen uno de los grupos más comunes del holoplancton (debido al tamaño y a que no es capaz de dirigir activamente su movimiento) marino, principalmente en mares cálidos y templados. Forma parte del pleuston.

## Subórdenes y familias
Según WoRMS:
Suborden Calycophorae
- Familia Abylidae
- Familia Clausophyidae
- Familia Diphyidae
- Familia Hippopodiidae
- Familia Prayidae
- Familia Sphaeronectidae

Suborden Cystonectae
- Familia Physaliidae
- Familia Rhizophysidae

Suborden Physonectae
- Familia Agalmatidae
- Familia Apolemiidae
- Familia Athorybiidae
- Familia Erennidae
- Familia Forskaliidae
- Familia Physophoridae
- Familia Pyrostephidae
- Familia Rhodaliidae

## Sifonóforos en el arte
Ernst Haeckel contribuyó describiendo gran número de sifonóforos, y varias litografías de su obra Kunstformen der Natur representan a miembros de este taxón:

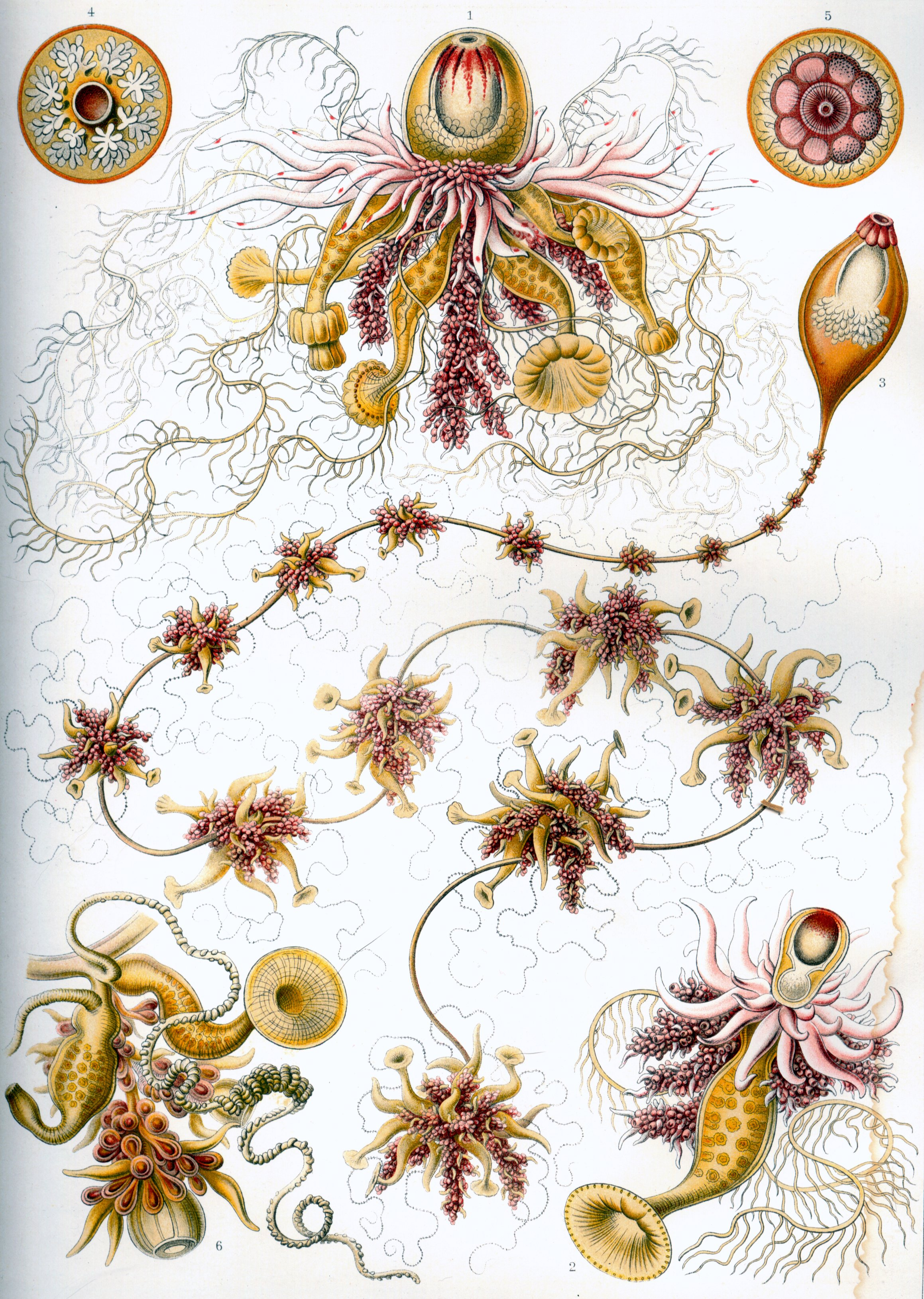
Litografía 7. Salacella uvaria y Epibulia ritteriana.
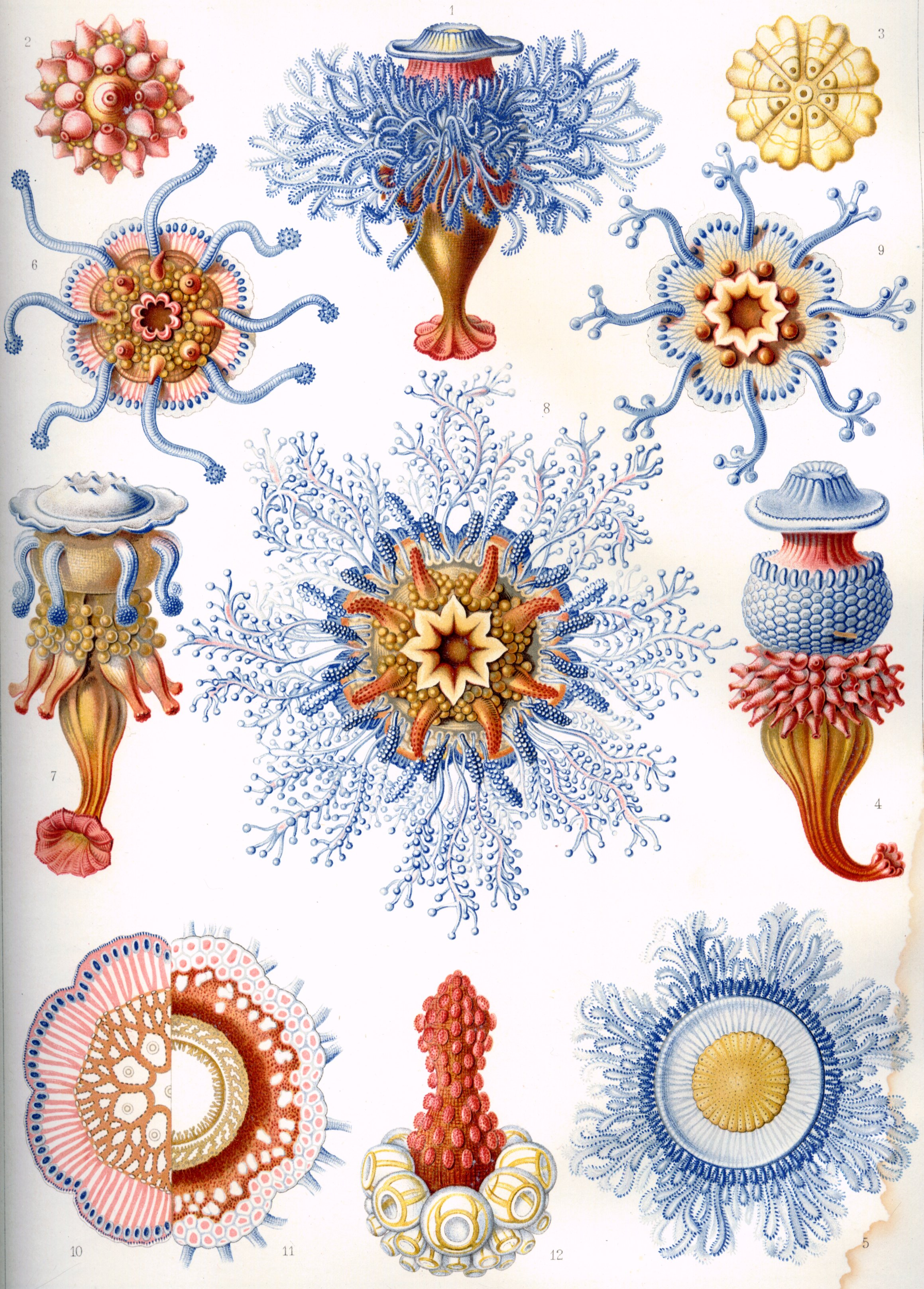
Litografía 17. Porpema prunela y Porpita.
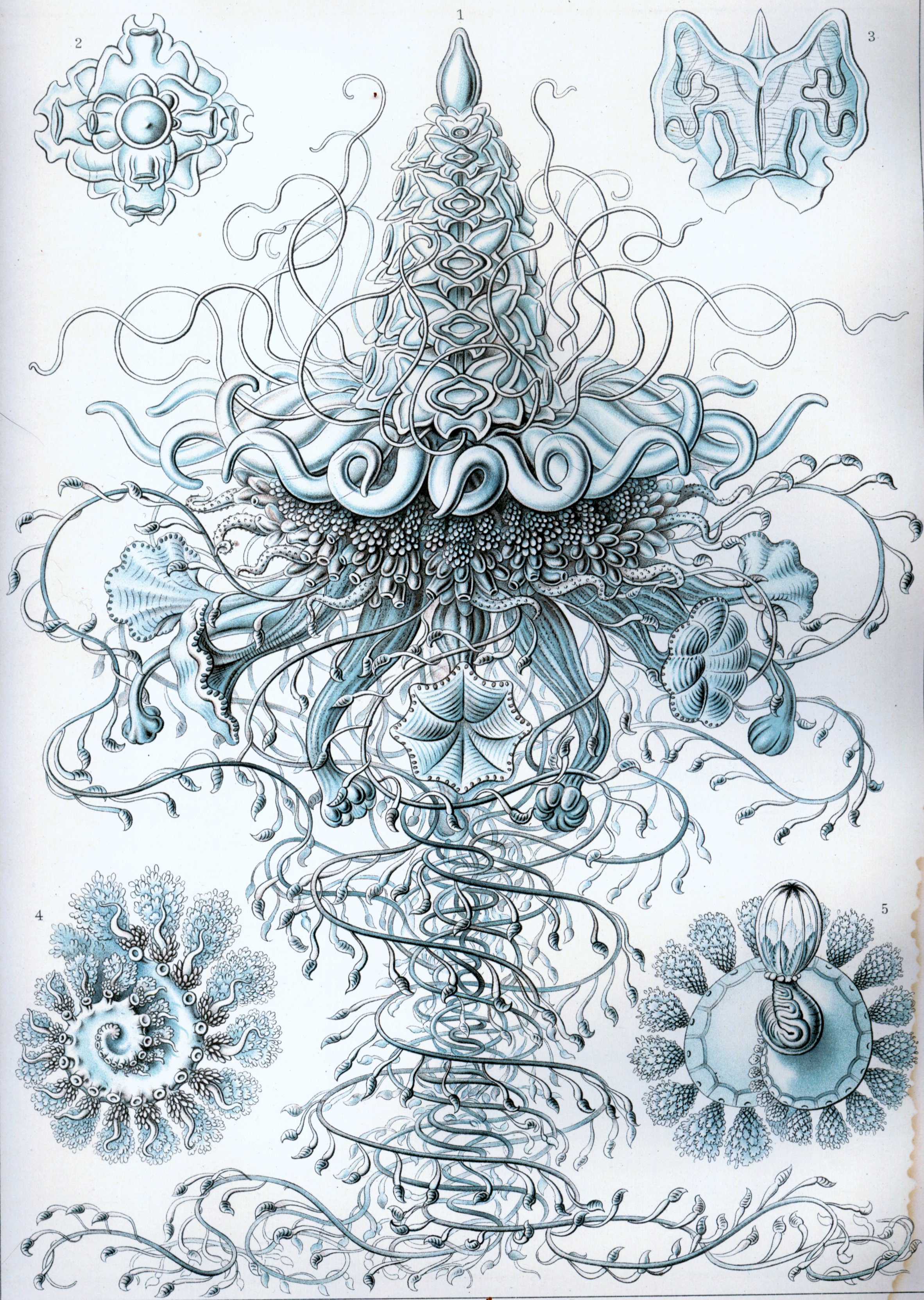
Litografía 37. Physophora hydrostatica.
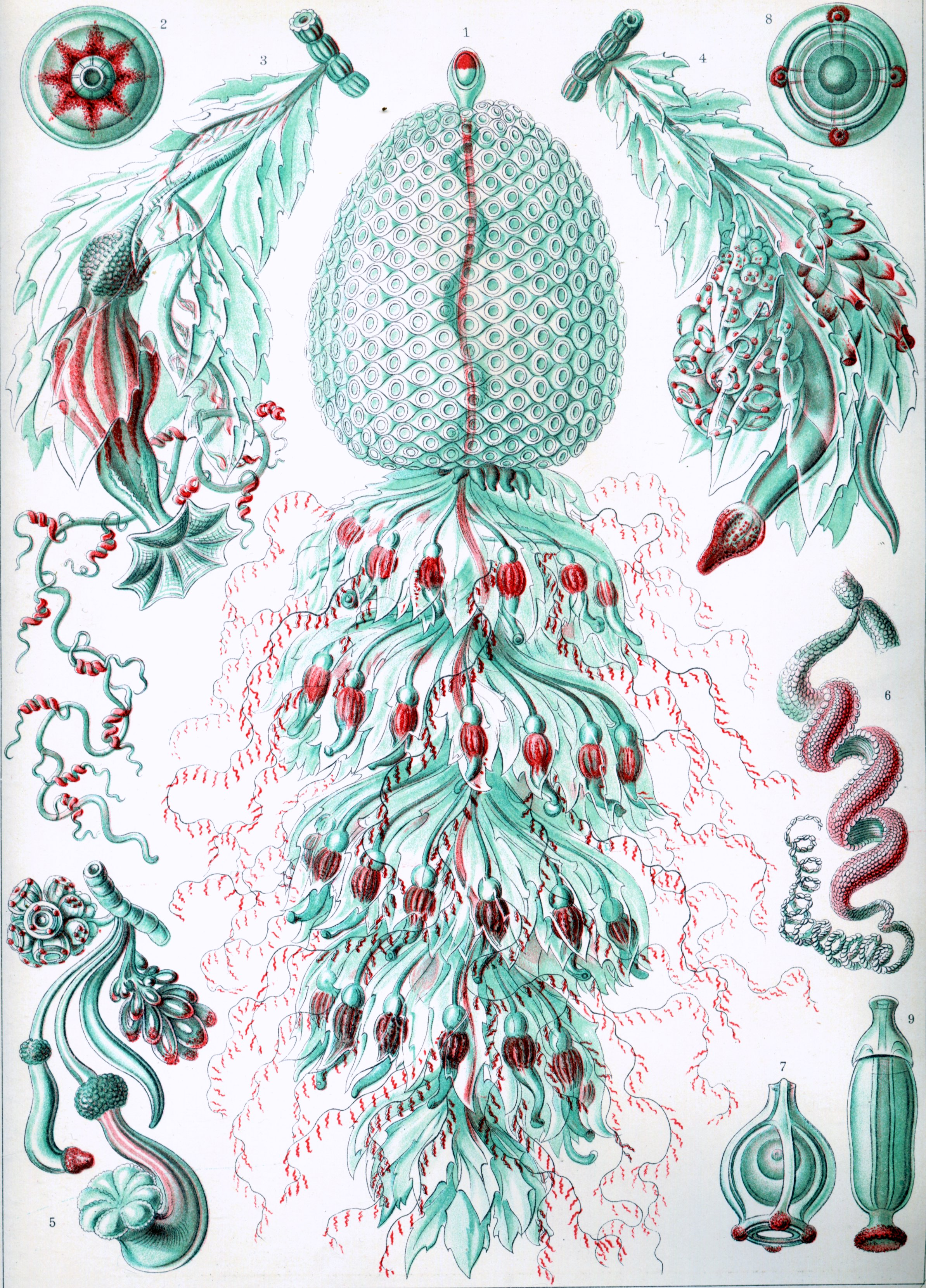
Litografía 59. Forskalia.
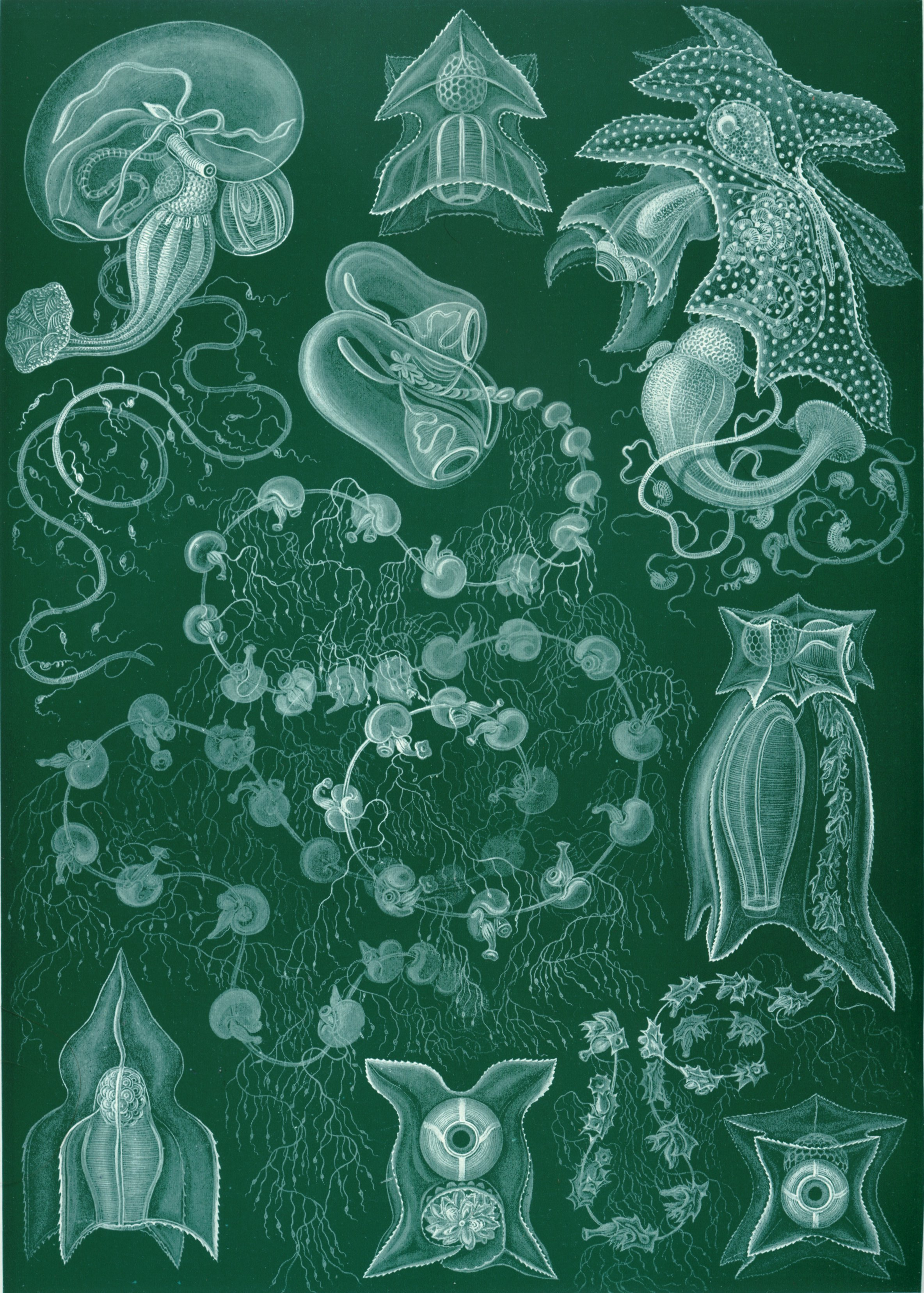
Litografía 77. Rosacea cymbiformis y Bassia bassensis.